# Marie Guérin
Marie Guérin, née le 22 août 1870 à Lisieux et morte dans cette même ville le 14 avril 1905, en religion Sœur Marie de l'Eucharistie, est une religieuse carmélite française, cousine germaine de sainte Thérèse de Lisieux.

## Biographie
Marie Guérin naît le 22 août 1870 du mariage d'Isidore Guérin (1841-1909), pharmacien, et de Céline-Élisa Fournet (1847-1900). Son père est le frère de Zélie Guérin, la mère de Thérèse Martin, future sainte Thérèse de Lisieux.
- Isidore Guérin, né à Saint-Martin-L'Aiguillon (Orne) le 6 juillet 1789 et mort à Alençon le 3 septembre 1808, gendarme à cheval. Le 5 septembre 1828 au Pré-en-Pail en Mayenne, il épouse Louise Jeanne Macé.
  - Zélie Guérin épouse Louis Martin
    - Thérèse Martin dite Thérèse de Lisieux

  - Isidore Victor Guérin, né à Saint-Denis-sur-Sarthon (Orne) le 2 janvier 1841 et mort à Lisieux le  28 septembre 1909. Il épouse Céline Elisa Fournet à Lisieux le 11 septembre 1866.
    - Marie Guérin

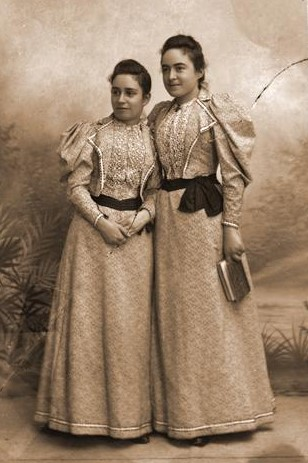
Céline Martin et Marie Guérin jeunes filles.

Elle fait sa scolarité chez les bénédictines de Lisieux, où elle est pensionnaire.
À la suite de ses cousines Pauline (1882), Marie (1886), Thérèse (1888) et Céline (1894), Marie Guérin entre au carmel de Lisieux le 15 août 1895, et prononce ses vœux sous le nom de Sœur Marie de l'Eucharistie. Sœur Thérèse de l'Enfant-Jésus, sa jeune cousine, est alors responsable des novices.
Elle se fait remarquer par son grand esprit de pauvreté et sa patience dira-t-elle pendant sa dernière maladie : « Mais il me semble que ma cousine Sœur Thérèse de l'Enfant-Jésus me communique ses sentiments et que j'ai son même abandon. Oh ! si je pouvais comme elle mourir d'amour »,.
Avec un ami de sa famille, l’abbé Joseph de Cornière (1874-1939), Marie Guérin forme Céline Martin à la photographie. Tous trois réalisent dès 1894 une remarquable série de tableaux vivants photographiés, intitulée Voyages excentrique aux Cordillères des Andes. Cela permet à Céline Martin, après son entrée au carmel, de « fixer en images le quotidien de ses sœurs conventuelles, en faisant preuve dans cette production d’un véritable souci artistique. La photographie prend dès lors sa place dans le fonctionnement réglé du carmel ».
Le 17 mars 1896, elle prend l'habit de carmélite. Pour la fête de Marie de Gonzague, le 21 juin 1897, Thérèse et Mère Agnès (Pauline Martin) composent un album rassemblant 57 photos décrivant la vie du Carmel. Parmi ces photos se trouve un véritable reportage intitulé « Histoire d’une postulante » regroupant 11 clichés pour lesquels Marie Guérin pose de bonne grâce.
Le 25 mars 1897, elle fait sa profession religieuse. À cette occasion, Thérèse écrit le poème Mes Armes, qui est chanté le soir en communauté autour de la jeune professe.
Au début de l'année 1905, elle est atteinte de plusieurs hémorragies. Ayant reçu le sacrement de l'extrême-onction le 15 janvier, elle communie la dernière fois le jour anniversaire de sa profession, le 25 mars. Elle meurt de phtisie pulmonaire au carmel de Lisieux à l'âge de 34 ans, le 14 avril 1905.